# 若松神社 (新上五島町)
若松神社（わかまつじんじゃ）は、長崎県新上五島町若松郷若松地区に鎮座する神社である。

## 祭神
天御中主尊、高皇彦霊神、神皇彦霊神を主祭神として祀る。

## 歴史

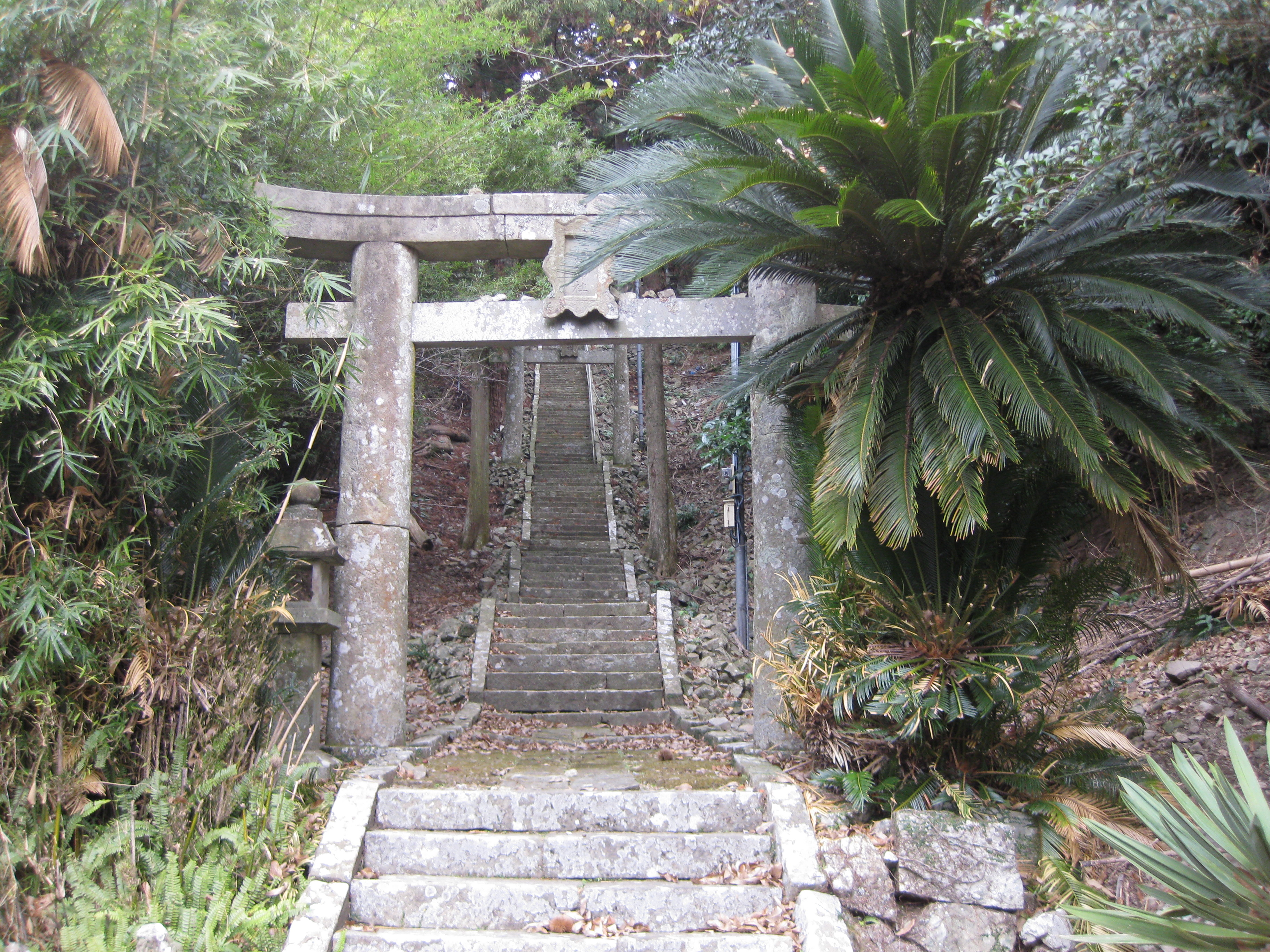
一の鳥居

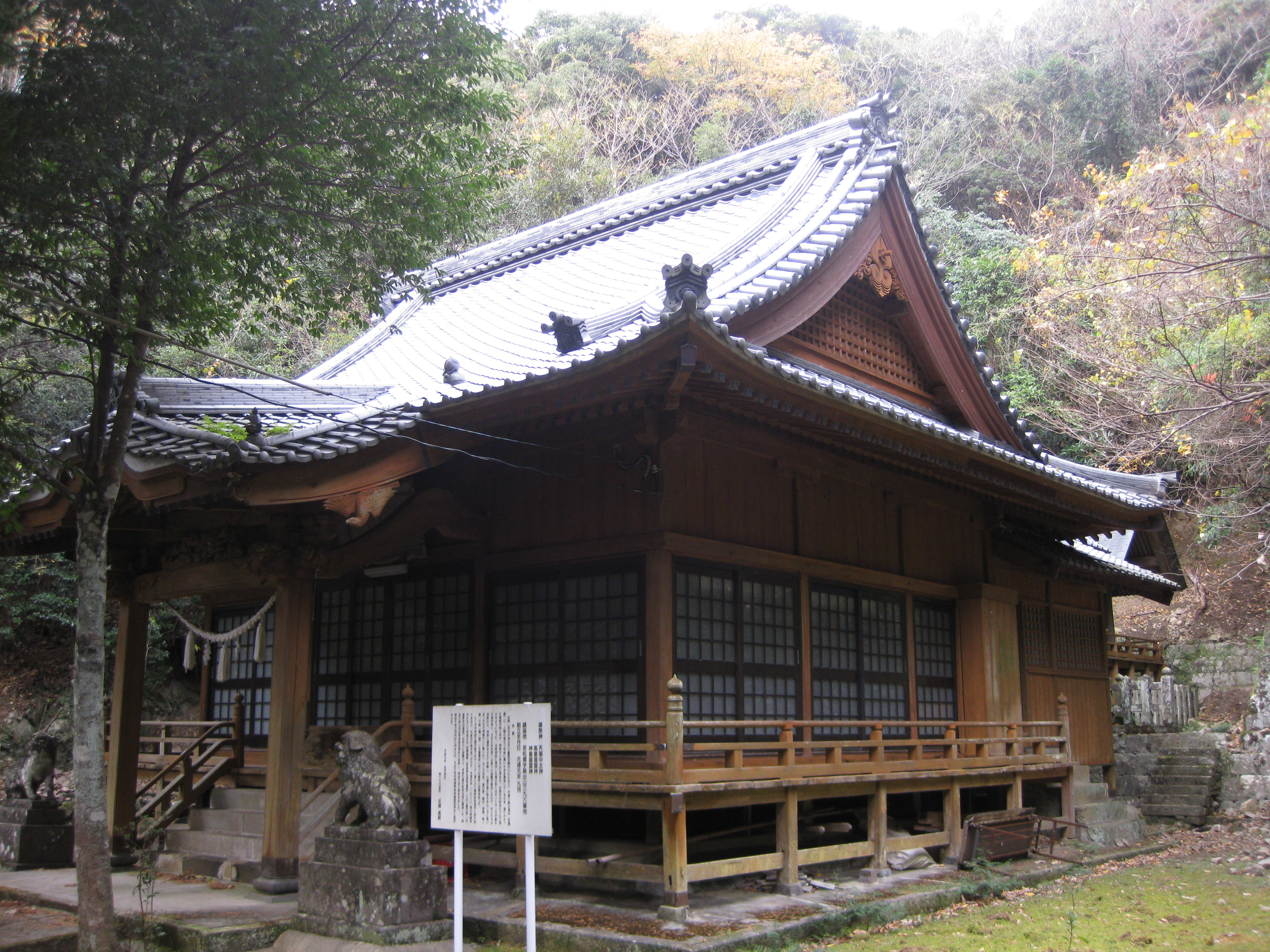
社殿

慶長年間（16世紀末 - 17世紀初）、佐尾地区の海辺に首7つを棹に貫いたまま漂流していたのを通りかかった漁船が拾い上げた。これを神部地区の山に埋め、その地を『七ツ山』と呼び称えられるようになった。当時の神部地区には多くのキリシタンが住み不敬行為が多かったため、住民への祟りや危難が続出したので麓の神部地区に改葬し、七頭子宮（つもりこぐう）として奉祀した。神威は大いに益し、石司・瀧川原・間伏・有福・筒ノ浦・鵜ノ瀬に分霊を奉祀した。しかし七頭子宮では、キリシタン達が神体を海に投げ捨てるなどの神威を汚す行為があったため、元禄元年（1688年）9月に現在の宮地へ奉遷した。
なお、神部地区には慶長年間に180戸のキリシタンが居住していたが、寛永14年（1637年）の島原の乱に全員が参加し、そのまま帰らなかったと伝えられる。
明治3年（1870年）9月、社号を『若松神社』に改称。同6年（1871年）、天御中主尊、高皇彦霊神、神皇彦霊神の造化三神を主祭神として奉祀し、同10年（1877年）3月、村社に列せられる。大正14年（1952年）には神饌幣帛料供進神社に指定された。

## 祭祀
主な祭礼・神事
- 例大祭（11月1日）

## 境内社

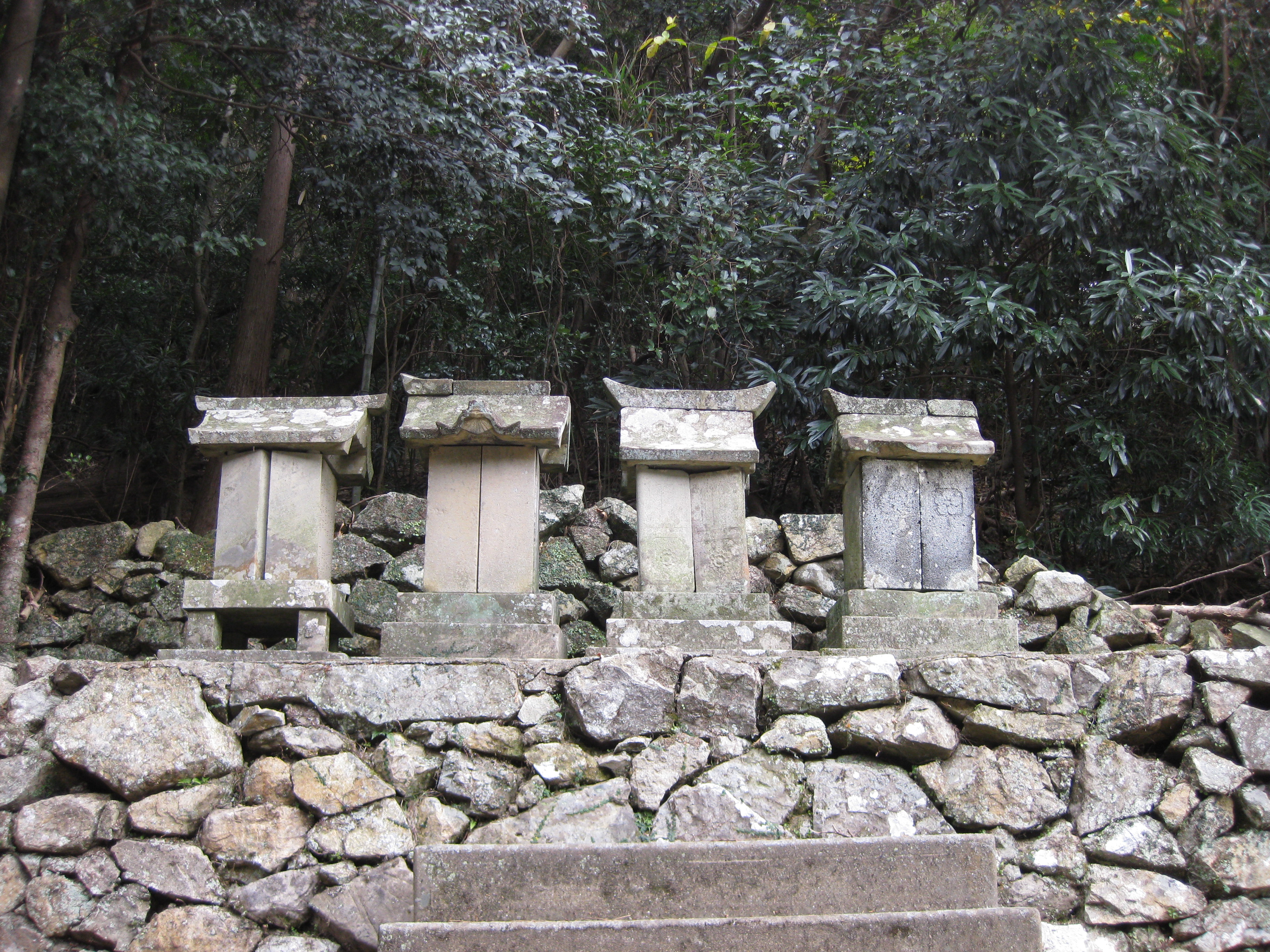
境内社

- 天満神社
- 金比羅神社
- 八坂神社
- 稲荷神社

## その他の神社
その他の若松郷の神社に若松地区・若松宮（軻遇突智神社）、神部地区・老松神社、土井ノ浦地区・金比羅神社がある。
また、隣接する間伏郷に白鳥神社、若松大橋で結ばれた中通島・宿ノ浦郷に宿ノ浦神社がある。

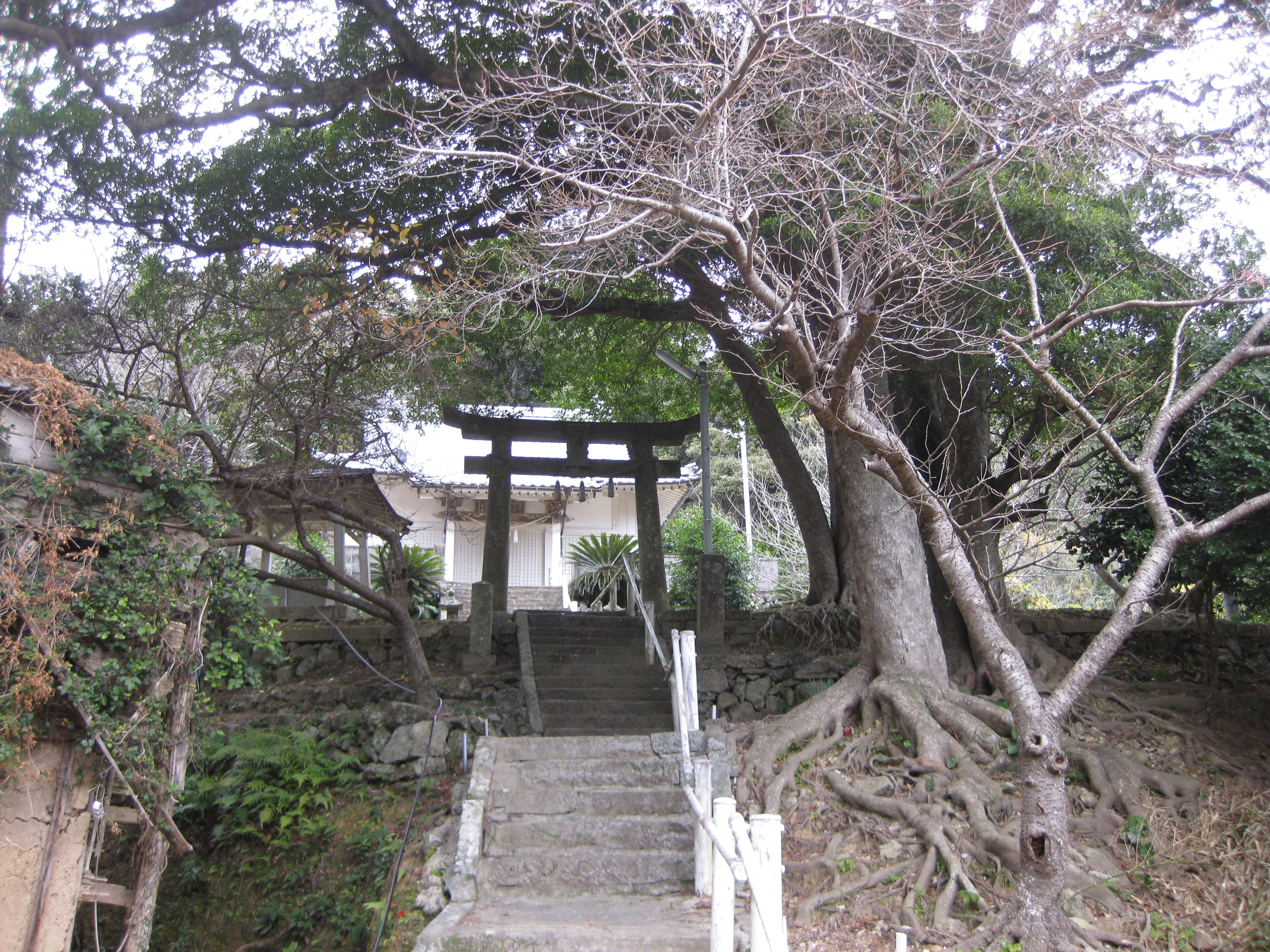
老松神社
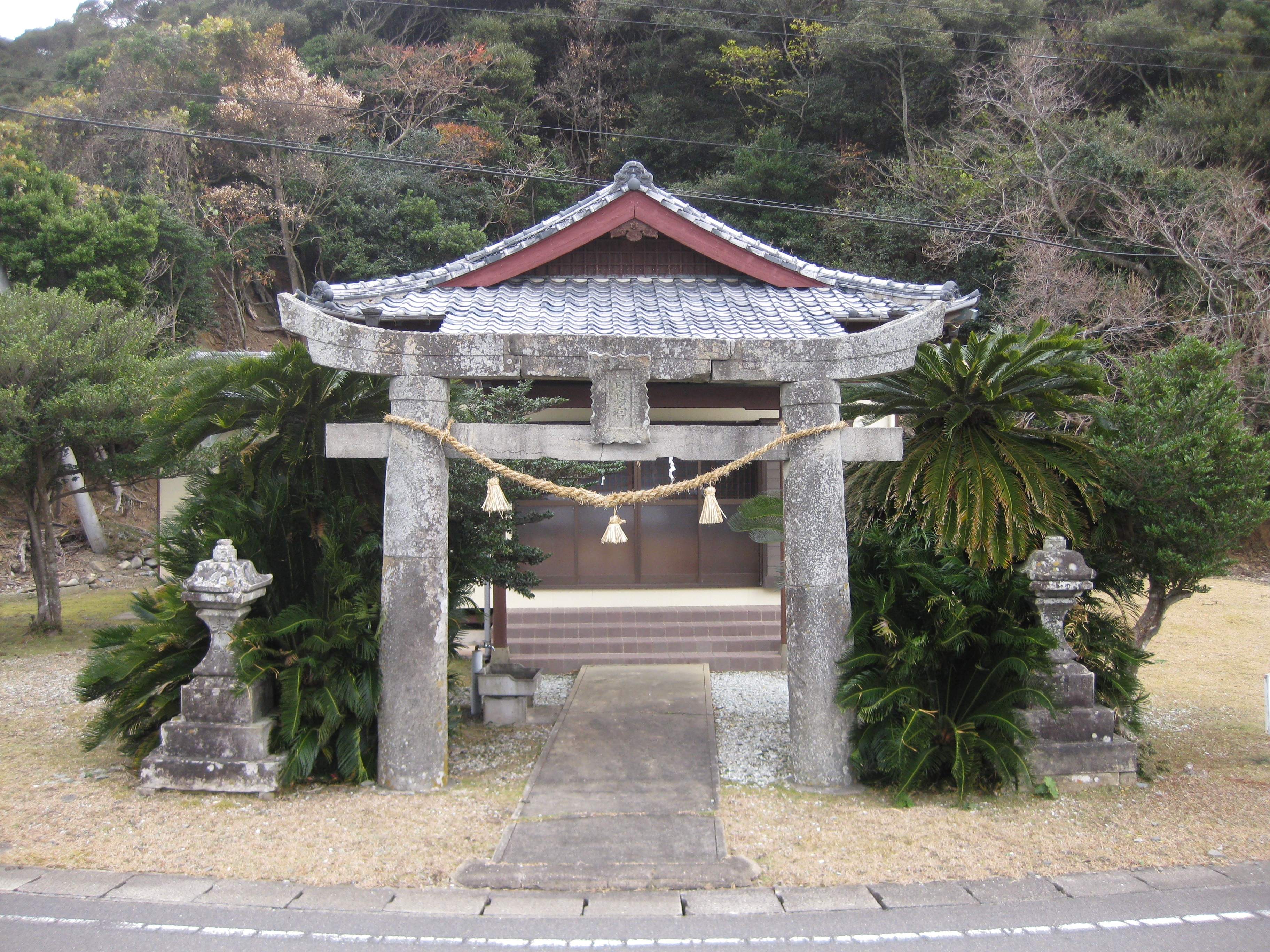
白鳥神社（間伏郷）
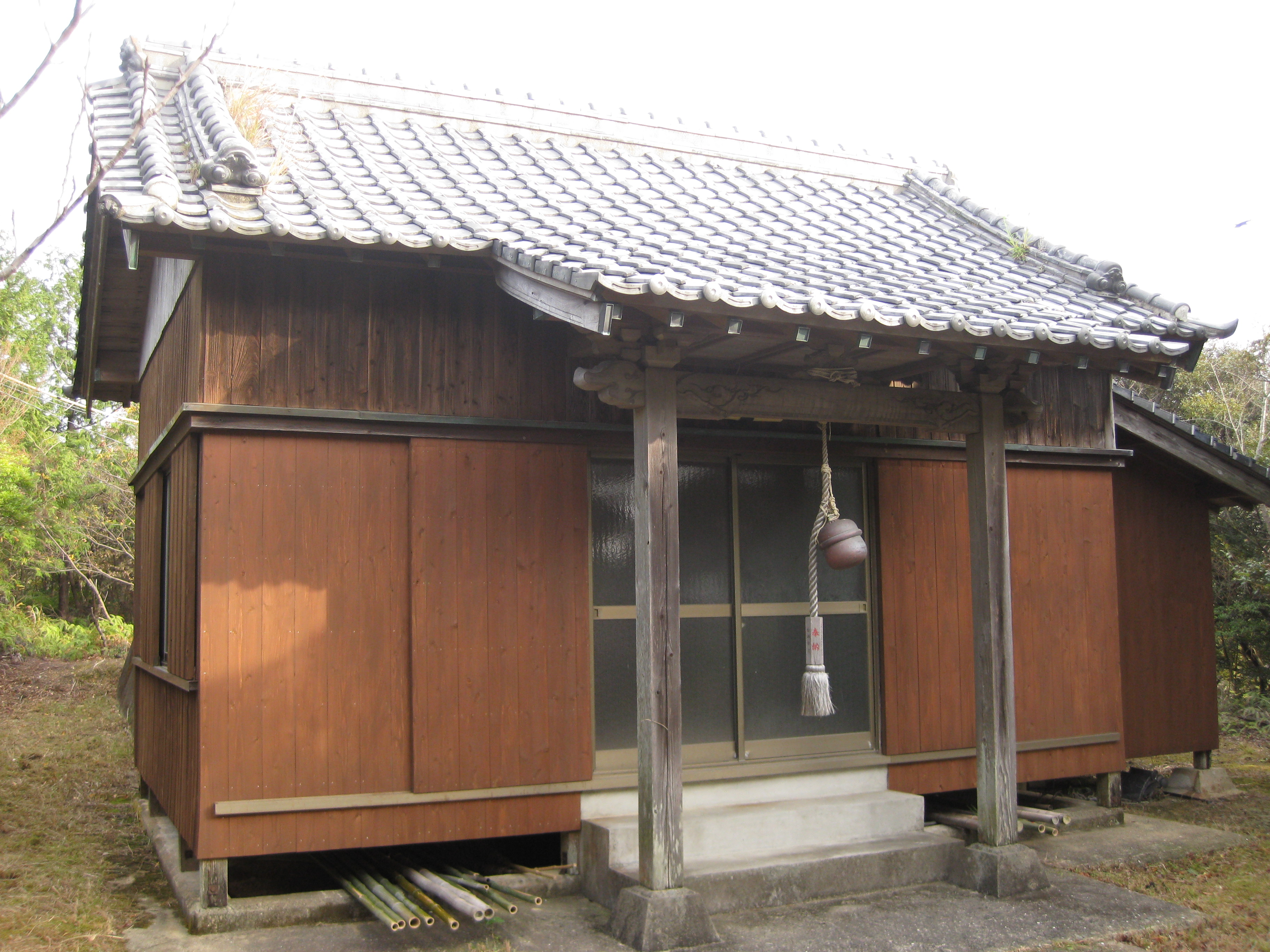
宿ノ浦神社（宿ノ浦郷）